# 朽木稙元
朽木 稙元（くつき たねもと）は、丹波国福知山藩の第2代藩主。福知山藩朽木家3代。

## 生涯
寛文4年（1664年）3月27日、初代藩主（当時は常陸国土浦藩主）朽木稙昌の長男として生まれる。宝永5年（1708年）6月25日、父の隠居で家督を継いで福知山藩主となり、弟の朽木稙治に3,000石を分与した。藩政では藩財政の困窮に苦しめられている。
享保6年（1721年）1月24日に死去した。享年58。跡を長男の稙綱が継いだ。

## 系譜
- 父：朽木稙昌（1643年 - 1714年）
- 母：作姫 - 台嶺院、岡部宣勝の娘
- 正室：秋元喬知の娘
- 側室：貞松院
- 生母不明の子女
  - 長男：朽木稙綱（1711年 - 1726年）